# 鹿児島交通国分営業所
鹿児島交通国分営業所（かごしまこうつうこくぶえいぎょうしょ）は、鹿児島県霧島市国分福島3丁目586番地3にある鹿児島交通の営業所である。「霧島・えびの高原定期観光バス」と姶良地域(霧島市・姶良市)を中心に一般路線などを担当している。

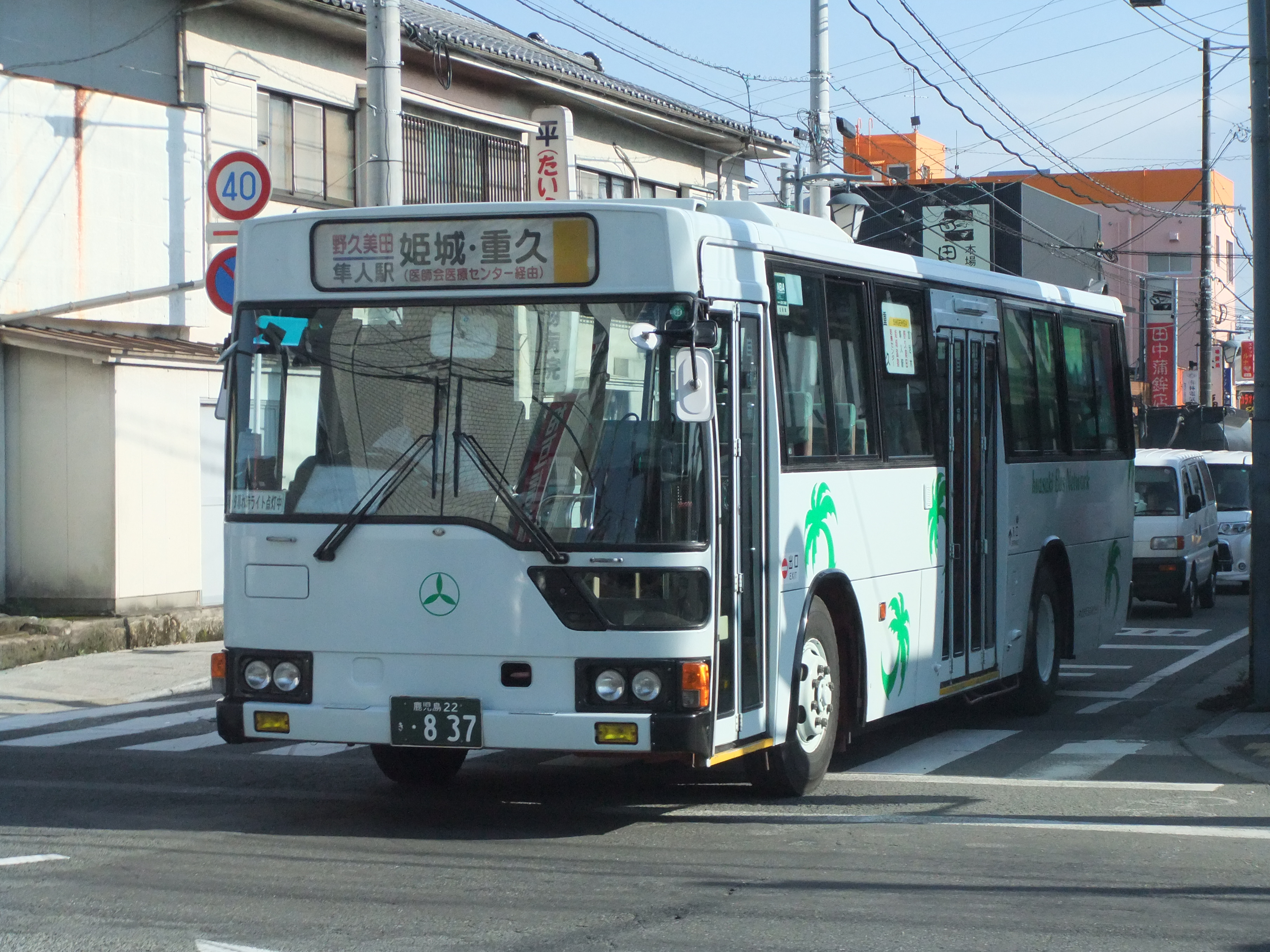
国分営業所に在籍する大型路線車（林田産業交通時代の自社発注車・画像はいわさきバスネットワーク当時）

## 概要
- 1983年（昭和58年）- 林田産業交通旧日当山営業所の車庫機能の一部を除く全機能移転の形で国分市重久（現霧島市国分重久）に開設。日当山営業所は国分営業所日当山車庫となる。

跡地の一部には民間ホテル（現在閉鎖）と鹿児島銀行日当山支店が日当山車庫を挟むような形で建てられている。
営業所移転に伴い、10号線関連の路線のダイヤ改正を実施、国分営業所発着便を新設（方向幕は重久）、日当山発着の便の大半が重久まで延長。
- 1997年（平成9年）- いわさきグループに編入、社名を林田バス（株）とする。（林田産業交通は清算）
- 1998年（平成10年）- 大幅ダイヤ改正実施。高速道路経由の特急バス「ゆけむり号」を増発。鹿児島 - 霧島温泉郷直通系統のうち10号線経由の系統を分割。鹿児島 - 重久系統2系統、霧島 - 国分系統2系統に整理。直通系統を日当山・隼人経由の1往復を除き廃止。快速バス廃止、10号線経由はすべて普通便化。
- 2001年（平成13年）- 国分市内循環バス「シティウォーカー」運行開始
- 2003年（平成15年）- 旧霧島営業所を統合、国分営業所霧島駐在となる。窓口業務の営業についてはこの時点では継続。国分市内循環バス「シティウォーカー」運行終了
- 2008年（平成20年）- 霧島駐在での窓口業務を終了。国分営業所霧島車庫となる。
- 2009年（平成21年）- 営業所窓口業務（事務所）が現在の国分重久から霧島市国分福島に移転。旧営業所は国分営業所重久車庫となる。
- 2010年（平成22年）- 日当山車庫を閉鎖。なお、日当山車庫配置の車両は福島車庫（国分営業所本所）に配置

## 担当路線

### 一般路線バス

#### 鹿児島市内線
【65】鹿児島駅前 - 伊敷ニュータウン
【65-1】鹿児島駅前 - 伊敷ニュータウン（鹿児島中央駅経由）
間合い運用として一部の便を国分営業所が担当している。《経路》は鹿児島営業所参照

#### 国道10号線（国分~隼人~加治木~姶良~鹿児島）
※【66】以外の一部の10号線方面ゆきは鹿児島中央駅始発
※姶良ニュータウン発着の鹿児島方面の系統は姶良ニュータウン車庫が担当する。
※鹿児島 - 試験場線系統は鹿児島営業所の担当
【68-1】国分営業所・重久 - 伊敷ニュータウン（日当山・隼人駅経由）
- 《経路》国分営業所 - 重久 - 霧島市立医師会医療センター - 日当山小北 - 西光寺 - 日当山 - 隼人駅 - 隼人塚 - 浜之市 - 小浜 - 加治木本町 - 国立病院前 - 帖佐 - 重富 - 竜ヶ水 - 磯仙厳園前 - 鹿児島駅前 - 金生町 - 天文館 - 鹿児島中央駅 - 中草牟田 - 玉江小前 - 伊敷ニュータウン東

【69-1】国分営業所・重久 - 伊敷ニュータウン（国分・自衛隊前経由）
- 《経路》国分営業所 - 重久 - きよみず - 国分 - 自衛隊前 - 西広瀬 - 浜之市 - 小浜 - 加治木本町 - 国立病院前 - 帖佐 - 重富 - 竜ヶ水 - 磯仙厳園前 - 鹿児島駅前 - 金生町 - 天文館 - 鹿児島中央駅 - 中草牟田 - 玉江小前 - 伊敷ニュータウン東

【66】姶良ニュータウン - 伊敷ニュータウン（池島東・重富・天文館経由）
- 《経路》姶良ニュータウン車庫前 - こずえ台 - 森山 - 新開橋 - 青雲会病院 - 池島東 - 重富 - 竜ヶ水 - 磯仙厳園前 - 鹿児島駅前 - 金生町 - 天文館 - 中草牟田 - 玉江小前 - 伊敷ニュータウン東

【66-1】姶良ニュータウン - 伊敷ニュータウン（池島東・重富・天文館・鹿児島中央駅経由）
- 《経路》姶良ニュータウン車庫前 - こずえ台 - 森山 - 新開橋 - 青雲会病院 - 池島東 - 重富 - 竜ヶ水 - 磯仙厳園前 - 鹿児島駅前 - 金生町 - 天文館 - 鹿児島中央駅 - 中草牟田 - 玉江小前 - 伊敷ニュータウン東

#### 姶良・霧島（隼人・国分）地区
※重久…発着は国分営業所　　国分…山形屋・鹿児島銀行前
【隼人国分循環線】重久 - 日当山方面左回り・国分方面右回り
- 《経路》国分営業所 - 重久 - 霧島市立医師会医療センター - 日当山小北 - 西光寺 - 日当山 - ソニー隼人 - 隼人駅 - 隼人塚 - 見次十文字 - ソニー国分 - 国分駅 - きよみず - 重久 - 国分営業所
  - 1998年から運行でかつては休日運休だったが2008年からは全日運行となった。霧島市の補助路線である。かつては間合い運行として鹿児島営業所所属車の運用もあった。

【隼人巡回バス】上小鹿野・医師会センター - 姫城・医師会センター循環（日当山・隼人駅・浜之市・国分・姫城経由）
【隼人巡回バス】上小鹿野・医師会センター - 国分（日当山・隼人駅・浜之市経由）
- 《経路》上小鹿野 - 下小鹿野 - 霧島市立医師会医療センター - 日当山小北 - 西光寺 - 日当山 - ソニー隼人 - 隼人駅 - 隼人塚 - 見次十文字 - 住吉団地 - 隼人中前 - 浜之市 - 景色ヶ浜 - 自衛隊正門前 - 福島 - 国分（市街地）[注釈 1]。 - 新町 - 姫城温泉（JA前） - 隼人温泉病院前 - 日当山小北 - 霧島市立医師会医療センター
  - 霧島市のコミュニティバスの1つであるが、運行形態は他のエリアのコミバスと異なり、通常の一般路線として運行している。以前は上小鹿野（旧隼人町の北部）発着便については狭隘区間があることから、中型車両以下の限定運行であったが、2010年7月の経路変更に伴って大型車による運行が可能となり、現在は車種を問わず運行している。

鹿児島空港 - 京セラ国分（姫城温泉・国分経由）
- 《経路》鹿児島空港 - 糸走 - 西光寺 - 日当山小北 - 隼人温泉病院 - 姫城温泉（JA前） - 新町 - 国分駅 - 国分 - 唐人町 - 京セラ国分前
  - 朝は1往復のみの運行で、おもに午後をメインに運行、午前中は国分 - 空港間を鹿屋営業所担当の垂水・志布志方面からの直通便が中心となっている。以前は空港リムジンバスの間合い運行として川内営業所所属車両の運行もあった。

重久 - 中福良小前（国分駅・ソニー国分・隼人駅・京セラ隼人・日当山経由）
- 《経路》国分営業所 - 重久 - きよみず - 国分駅 - 霧島市役所前 - ソニー国分 - 見次十文字 - 隼人塚 - 隼人駅 - ソニー隼人 - 日当山 - 西光寺 - 湯田橋 - 中福良小前
  - 中福良小学校のスクール系統のため、学校休校日は運休。その他学校行事などにより運行時刻等の変更がある。山間の狭隘路線のため中型車以下の限定運行。

【妙見温泉バス】隼人駅 - 鹿児島空港（妙見温泉・雅叙園前・嘉例川駅経由）
- 《経路・停車停留所》隼人駅・鹿児島神宮前・木之房・湯田橋・立花上・妙見温泉・石原荘前・安楽橋・雅叙園前・安楽・砂子・新川・山之湯下・日の出温泉・ラムネ温泉・嘉例川駅・鹿児島空港
  - 妙見温泉観光協会が南国交通に運行委託していた『温泉バス』が2011年3月12日より霧島市の補助路線として運行を開始。『温泉バス』時代は温泉券つきフリー乗車券『温泉パスポート』を購入して利用するシステムだったが、変更後は通常の路線バスと同様、現金・ICカード等の利用で乗車が可能、だれでも利用できるようになった。車両は元京王バスの日産ディーゼルの『チョロＱ』で、塗装は通常のヤシの木カラーである。なお、この系統は上記の停車停留所以外は停まらない。

#### 霧島（牧園・霧島）地区
※霧島～国分・鹿児島空港線は重久車庫・霧島車庫が担当、それ以外の霧島・牧園地区のローカル線は霧島車庫が担当。
※トレッキングバスは重久車庫の担当。
※霧島 - 鹿児島空港 - 指宿間運行の『メモリーライン』は鹿児島営業所担当
国分駅 - 霧島神宮駅 - 霧島いわさきホテル（霧島神宮前・丸尾経由）
- 《経路》国分駅 - 霧島市役所前 - 国分 - きよみず - 重久 - 国分営業所 - 入水岐れ - 大窪 - 霧島神宮駅 - 霧島総合支所 - 神之湯 - 田口 - 杉安病院 - 霧島神宮前 - 神話の里入口 - 大瀬戸 - 丸尾 - 硫黄谷 - 霧島いわさきホテ
  - 1997年より本格運行を開始、それまでは一部を除き鹿児島からの直通で、えびの高原直通や特急・快速、古くは急行の運行もあった。

鹿児島空港 - 霧島いわさきホテル（嘉例川・牧園アリーナ経由）
- 《経路》鹿児島空港 - 嘉例川 - 塩浸発電所 - 塩浸温泉 - 間手原 - 牧園麓 - 牧園アリーナ - 寺原 - 柳平 - 小谷 - 牧場 - 高千穂小前 - 丸尾 - 硫黄谷 - 霧島いわさきホテル
  - 鹿児島空港から霧島温泉郷へのメインルート。日本最古の駅舎で有名なJR肥薩線嘉例川駅のそばを通る。なお、毎年夏に行われる霧島国際音楽祭の開催時には通常の小谷経由からみやまコンセール経由に経路が変更される。

霧島温泉駅 - 霧島いわさきホテル（牧園アリーナ経由）
- 《経路》霧島温泉駅 - 牧園小前 - 三体堂入口 - 牧園アリーナ - 寺原 - 柳平 - 小谷 - 牧場 - 高千穂小前 - 丸尾 - 硫黄谷 - 霧島いわさきホテル
  - 霧島温泉駅から霧島温泉郷への中心路線。霧島温泉駅で観光列車『はやとの風』に接続しているほか、通学時間帯には普通列車にも接続している。

霧島温泉駅 - 霧島いわさきホテル（三体・内之野経由）
- 《経路》霧島温泉駅 - 牧園小前 - 三体堂入口 - 鹿屋 - 三体小前 - 内之野 - 関平鉱泉 - 柳平 - 小谷 - 牧場 - 高千穂小前 - 丸尾 - 硫黄谷 - 霧島いわさきホテル
  - 平日（月 - 金）朝の霧島温泉行きのみ運行。乗客の大半が牧園中学校の生徒のため、牧園中学校のスクールバス的な役割。

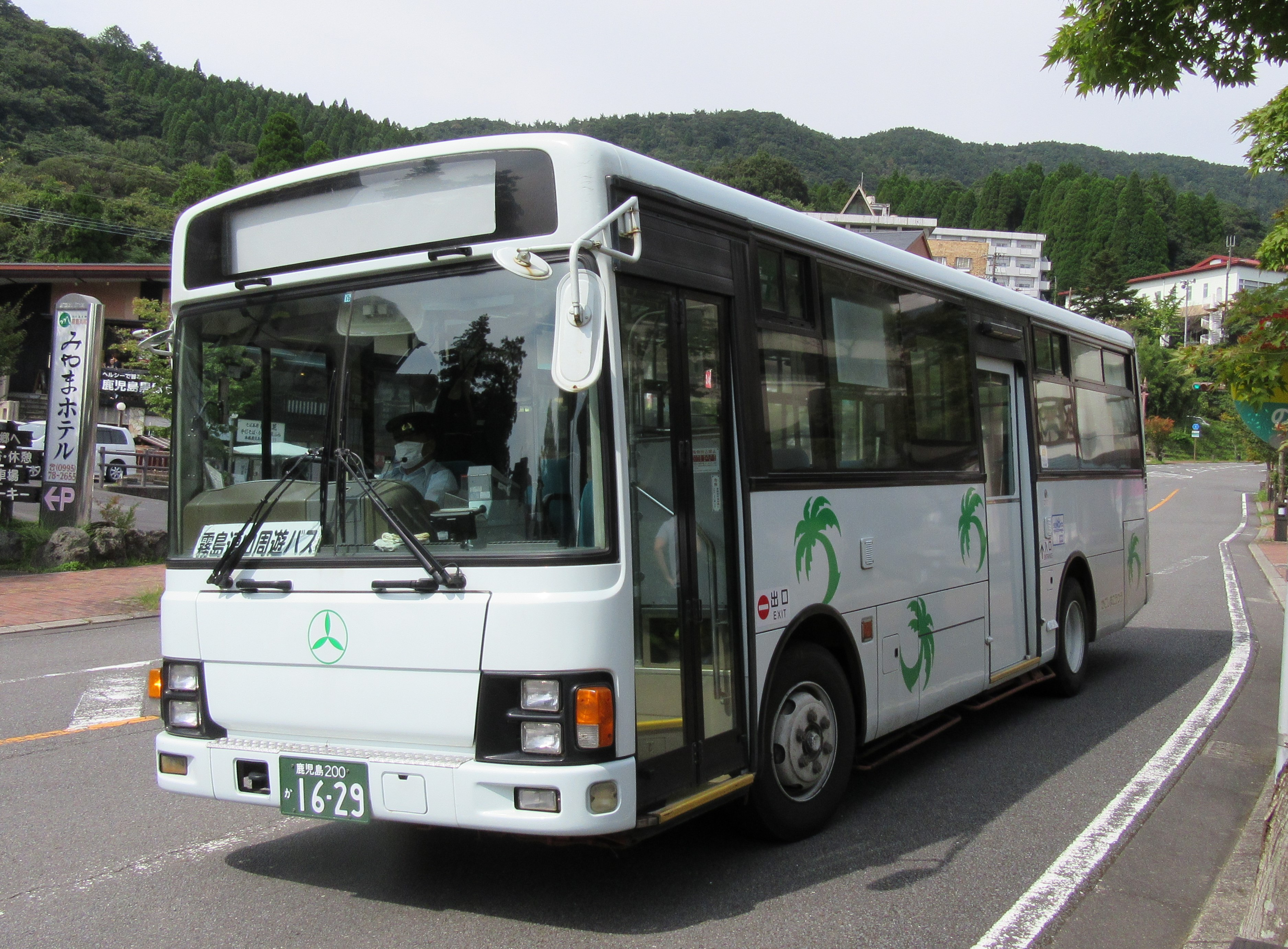
霧島連山トレッキングバス。使用される車両は日によって異なる。

霧島温泉駅 - 霧島神宮駅（犬飼・持松経由）
- 《経路》霧島温泉駅 - 牧園小前 - 牧園麓 - 犬飼 - 荒田橋 - 稼原 - 持松 - 尾谷 - 大窪 - 霧島総合支所 - 霧島神宮駅
  - 平日（月 - 金）朝の霧島神宮駅ゆきのみ運行。一時は定期観光バスの送り込みとして運用されていたため、貸切タイプの車両が使用されていた時期があった。荒田橋 - 大窪間は自由乗降区間である。

霧島温泉駅 - 霧島神宮駅（犬飼・荒瀬・持松経由）
- 《経路》霧島温泉駅 - 牧園小前 - 牧園麓 - 犬飼 - 荒田橋 - 中津川小前 - 荒瀬 - 中津川小前 - 荒田橋 - 稼原 - 持松 - 尾谷 - 大窪 - 霧島総合支所 - 霧島神宮駅
  - 平日（月 - 金）朝の霧島温泉駅ゆき、夕方の霧島神宮駅のみ運行。朝の便は一時、高速『ゆけむり号』の送り込みとして運用していた。前述の三体線同様、乗客の大半が牧園中学校の生徒のため、牧園中学校のスクールバス的な役割を果たす。上に同じく荒田橋 - 大窪間は自由乗降区間である。

【霧島連山トレッキングバス】霧島神宮駅 - えびの高原（霧島神宮前・高千穂河原経由）
- 《経路》霧島神宮駅 - 霧島総合支所 - 神之湯 - 田口 - 杉安病院 - 霧島神宮前 - 湯の野口 - 高千穂河原 - 新湯温泉 - 大浪池登山口 - えびの高原
  - 霧島連山のトレッキング・登山客の利便性を考慮して、土曜・日曜・月曜日運休の霧島町ふれあい循環バスの運休日の車両の有効利用を目的に土曜・日曜日のみ運行したのが始まり。その後、5月中は毎日運行になり、以外の月は通常通り土曜・日曜日のみの運行で現在に至る。なお、現在はふれあいバスの車両は使用されず、通常の一般車両で運行されている。

### 高速バス・リムジンバス
現在、国分営業所担当の高速バス・リムジンバスの運行はないが、かつては鹿児島 - 霧島間高速「ゆけむり号」や指宿 - 霧島間「メモリーライン」、鹿児島空港 - 人吉産交間を運行していたほか、空港～川内線にも担当仕業があった。

### コミュニティバス
- 霧島市ふれあいバス - 国分地区・霧島地区・牧園地区の運行委託

　　（牧園地区は福島車庫に車両を配置）
※旧国分市域では現在の国分ふれあいバスの運行が開始される以前、国土交通省の社会実験として会員制の巡回バス『シティウォーカー』が運行されていた。
- 姶良市コミュニティーバス ― 加治木地区の運行を委託（車庫は鹿児島空港リムジン）

### スクールバス
志学館大学、鹿児島城西高校、神村学園のスクールバスを運行。なお、志学館大学系統は学校が鹿児島市紫原へ全面移転のため、2011年春をもって運行を終了。過去には小型マイクロバスを利用した日当山小学校と中福良小学校の運行もしていたが現在は一般路線化した。

### 定期観光バス
霧島連山とえびの高原の観光用として「霧島・えびの高原定期観光バス」を毎日運行している。2010年10月より『きりしまめぐり号』としてコースがリニューアルされた。
- Aコース（こうげんコース）

霧島いわさきホテル9:10 - 丸尾9:20 - 霧島神宮駅9:45 - 霧島神宮前9:55 - ★霧島神宮 ‐ ★高千穂河原 - ★えびの高原 - 霧島いわさきホテル12:15 - 丸尾②12:25 - 嘉例川12：45 - 鹿児島空港12:53
- Bコース（りょうまコース）

霧島いわさきホテル12:15 - 丸尾②12:25 - 鹿児島空港12:53 ― 嘉例川駅14：00 － ★塩浸温泉 － ★和気神社・犬飼滝 － ★霧島民芸村・霧島神宮 － 霧島神宮前17：05 － 丸尾④17：20 ― 霧島いわさきホテル17：30
- 太字は乗車停留所、斜字は下車停留所（到着時刻はおおむねの目安）。
- ★印は下車観光（おおむね20分ぐらいの観光時間をとっている）。
- ☆印は車窓からの観光。
- AコースとBコースは通しでの運行のため、AコースとBコースを通しての乗車も可能。
- Bコースは丸尾到着後、鹿児島空港ゆきへの乗り継ぎが可能。
- 予約は不要。乗車停留所近くに委託販売所があるのでそちらで乗車券を購入の上、乗車となる。
- 満席の場合は乗れない場合があるが満席になることはほとんどない。
- 運行は霧島車庫が担当する。
- 2010年3月よりバスガイドの乗務が廃止された。車内の観光ガイドは案内テープによる放送となっている。なお、改札は乗務員が行う。

## 廃止路線
霧島市役所 - 霧島いわさきホテル（日当山・妙見・牧園麓経由）
- 《経路》霧島市役所前 - 国分 - 国分駅 - 新町 - 姫城温泉 - 日当山 - 西光寺 - 湯田橋 - 立花 - 妙見 - 安楽橋 - 安楽 - 山ノ湯 - 日之出温泉 - 塩浸発電所 - 塩浸温泉 - 間手原 - 牧園麓 - 牧園アリーナ - 寺原 - 柳平 - 小谷 - 牧場 - 高千穂小前 - 丸尾 - 硫黄谷 - 霧島いわさきホテル
  - 前述の霧島神宮経由同様、1997年より本格運行を開始、それまでは鹿児島からの直通運行であった。2022年9月30日廃止。

重久 - 加治木本町（姫城温泉・野久美田経由）
- 《経路》国分営業所 - 重久 - 霧島市立医師会医療センター - 日当山小北 - 隼人温泉病院 - 姫城温泉 - 隼人駅 - 小田 - 県工業技術センター - 野久美田 - 小浜 - 加治木本町
  - 隼人国分循環線同様、1998年から運行で霧島市の補助路線である、平日・土曜日のみ運行である。かつては鹿児島まで走っていた。2022年9月30日廃止。

## 車両・車庫
- 重久車庫
  - 林田バス時代に新車導入された三菱エアロスター・日野ブルーリボンに加え、神奈川中央交通・神戸市営バス・立川バスなどからの移籍車が配置され、近年では移籍車の割合が増えている。関東からの車は前中扉で、関西からの車は前後扉となっている。
  - 中福良小学校線のみ狭隘区間がある関係で中型車以下での運用に限定、他の路線は基本的には共通運用。ただし鹿児島系統では予備ともいえどもマイクロ車を使用されることはない。

- 姶良ニュータウン車庫

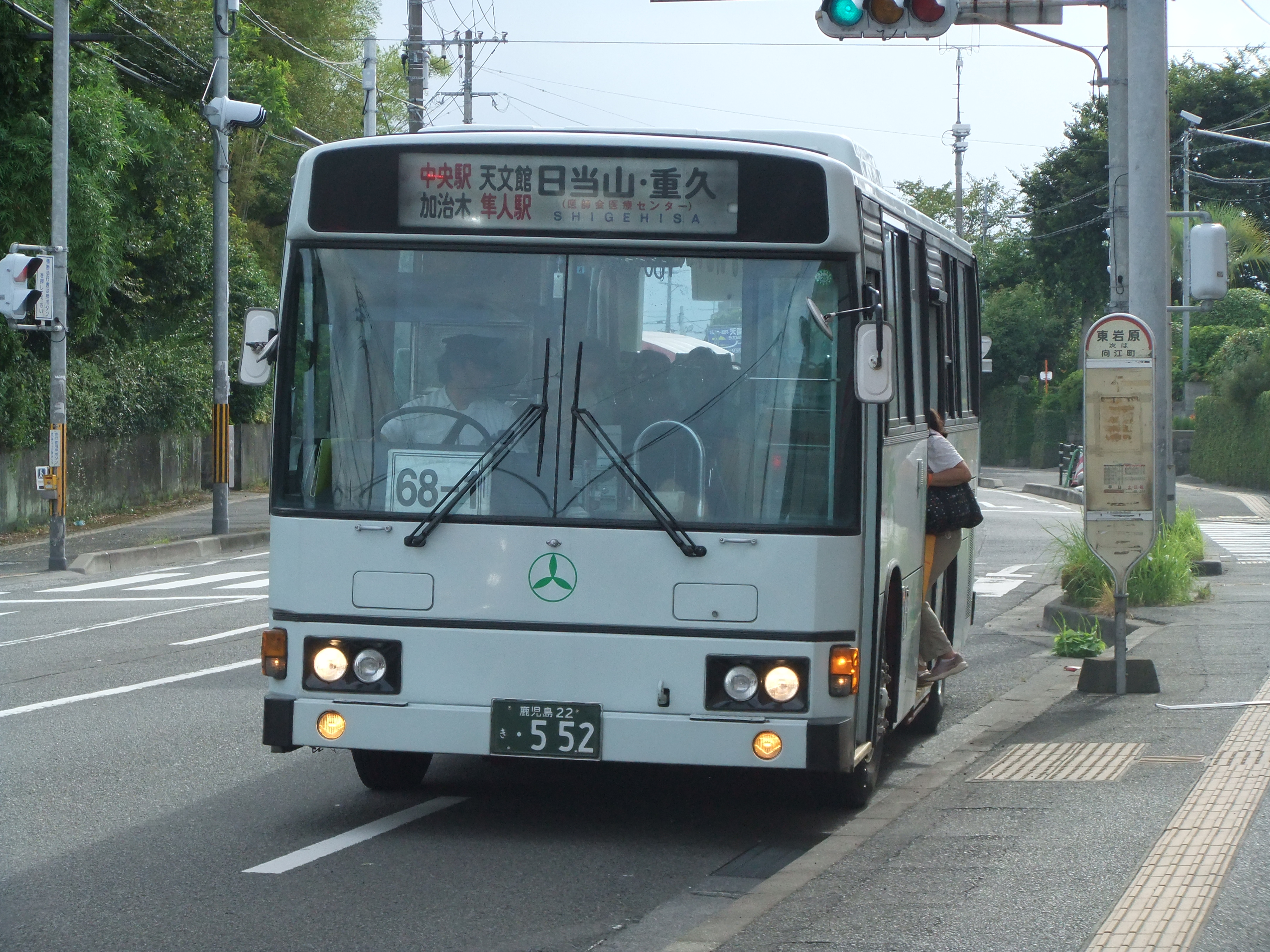
姶良ニュータウン線向けに導入された短尺大型車(既に廃車済み)

  - 狭隘路線の姶良ニュータウン線用として、かつては日野ブルーリボンRU（U-RU3HJAA）が配置されていた。現在はその代替として京王バスからの日産ディーゼルの大型車(KC-JP250NTN)が配置されている。

霧島車庫
  - 串木野車庫から移籍したトップドアのエアロスター（元空港特急用）と鹿児島営業所から移籍した前中扉のエアロスターと立川バス移籍車、ならびにメモリーライン用のふそうエアロバスが存在する。近年では小田急バスや西武バス、京阪バスからの移籍車も導入されるようになった。（関東系は前中扉で、関西系は前後扉）
  - 定期観光バスは路線の特性上、トップドア車の限定運用で、ほかは共通運用である。

国分営業所(福島車庫)
  - 現在の国分営業所の事務所所在地である福島車庫には貸切の予備車両とスクールバス、霧島観光周遊バス、牧園ふれあいバスのみ配置。

※なお、日当山車庫は2010年7月末をもって車庫機能を停止した模様。
- 鹿児島空港リムジン車庫
  - 車両の配置は加治木巡回バスのみ。